# 3-я горнострелковая дивизия (Италия)
3-я горнострелковая дивизия «Равенна» (итал. 3ª Divisione fanteria da montanga "Ravenna") — подразделение горных стрелков Королевской итальянской армии, существовавшее с 1934 по 1943 годы и участвовавшее в боях Второй мировой войны на французском и восточном фронтах. В начале войны классифицировалась как горнострелковая дивизия благодаря наличию специализированной артиллерии и гужевого транспорта. К концу участия Италии во Второй мировой войне стала неотличима от пехотной дивизии благодаря внедрению моторизованных подразделений.

## История
Свою историю дивизия отсчитывает от бригады «Равенна», образованной 16 сентября 1859 из 19-го и 20-го пехотных полков и расформированной в 1871 году. 25 марта 1939 на базе бригады была создана 3-я пехотная дивизия «Равенна» в городе Алессандрия из 37-го и 38-го пехотных полков и 11-го артиллерийского полка. В 1940 году дивизия приняла боевое крещение на франко-итальянской границе в секторе Альта-Ройя — Гесси, взяв высоты Раус и Коссе, а также деревню Фонтан. В апреле 1941 года участвовала в Югославской компании, пройдя путь от Капоретто (ныне Кобарид) до Санта-Лючия-д'Изонцо (Мост-на-Сочи). Несла службу в Сан-Пьетро-дель-Карсо (ныне Пивка), прежде чем вернуться в Алессандрию.
«Равенна» летом 1942 года прибыла на Восточный фронт в составе 25-го корпуса к местечку Лозовая. В середине июля вышла к Сталино, 25 июля достигла Ворошиловграда и продолжила движение к Донцу и Дону, где держала линию Верхний Мамон—Богучар. С 20 августа по 1 сентября в рамках Первого оборонительного сражения на Дону дивизия сдерживала советский натиск. 11 декабря в разгар контрнаступления советской армии дивизия вынуждена была отступать от Верхнего Мамона и преследовалась вплоть до Чертково. 17 декабря «Равенна» двинулась в направлении Ворошиловграда и с 22 по 30 декабря обороняла мосты через Донец. К началу 1943 года итальянцев выбили с правого берега Донца, хотя они там держались до 24 января, пока после совершённого Красной Армией танкового прорыва дивизия не бросилась в паническое отступление. Большая часть личного состава погибла в ходе контрнаступления советских войск. Остатки вернулись в апреле и были преобразованы в подразделения территориальной обороны в Тоскане в составе 2-го армейского корпуса, где пребывали до капитуляции Италии.

## Структура

### На 1940 год
- 37-й пехотный полк «Равенна»
  - 1-я пехотная рота
  - 2-я пехотная рота
  - 3-я пехотная рота
  - 1-я рота 81-мм миномётов
  - 1-я рота орудий 65/17
- 38-й пехотный полк «Равенна»
  - 1-я пехотная рота
  - 2-я пехотная рота
  - 3-я пехотная рота
  - 1-я рота 81-мм миномётов образца 1935 г.
  - 1-я рота орудий 65/17
- 5-й легион чернорубашечников «Валле Скривия»
- 11-й артиллерийский полк «Равенна»
  - 1-я группа лёгкой артиллерии (3 батареи орудий 75/18)
  - 2-я группа лёгкой артиллерии (3 батареи орудий 75/18)
  - 28-я группа лёгкой артиллерии (3 батареи орудий 100/17)
- 3-й батальон 81-мм миномётов
- 1-й батальон противотанковых орудий
  - 3-я рота орудий 47/32 (4 шт.)
  - 154-я рота орудий 47/32 (4 шт.)
- 3-й инженерный батальон
  - 18-я рота строителей
  - 3-я рота телеграфистов и радистов
  - 10-й взвод фотосъёмки
- 49-я рота военных поваров
- 7-я вспомогательная рота
- 128-я лёгкая колонна поддержки (моторизованная)
- 247-я лёгкая колонна поддержки (моторизованная)
- 12-я рота продовольственного снабжения (моторизованная)
- 18-е санитарное отделение
  - 14-й полевой госпиталь
  - 15-й полевой госпиталь
  - 16-й полевой госпиталь
  - 201-й полевой госпиталь
  - 202-й полевой госпиталь
  - 203-й полевой госпиталь
  - 213-й полевой госпиталь
  - 438-й полевой госпиталь
  - 37-е хирургическое отделение
- 32-е багажное отделение
- 13-й отряд карабинеров

### На 1943 год
- 37-й пехотный полк «Равенна»
  - 1-я пехотная рота
  - 2-я пехотная рота
  - 3-я пехотная рота
  - 1-я рота 81-мм миномётов
  - 1-я рота орудий 65/17
- 38-й пехотный полк «Равенна»
  - 1-я пехотная рота
  - 2-я пехотная рота
  - 3-я пехотная рота
  - 1-я рота 81-мм миномётов образца 1935 г.
  - 1-я рота орудий 65/17
- 5-й легион чернорубашечников «Валле Скривия»
- 121-й артиллерийский полк «Равенна»
  - 1-я группа лёгкой артиллерии (3 батареи орудий 75/18)
  - 2-я группа лёгкой артиллерии (3 батареи орудий 75/18)
  - 28-я группа лёгкой артиллерии (3 батареи орудий 100/17)
- 3-й батальон 81-мм миномётов
- 1-й батальон противотанковых орудий
  - 3-я рота орудий 47/32 (4 шт.)
  - 154-я рота орудий 47/32 (4 шт.)
- 3-й инженерный батальон
  - 18-я рота сапёров
  - 3-я рота телеграфистов и радистов
  - 10-й взвод фотосъёмки
- 7-я вспомогательная рота
- 128-я лёгкая колонна поддержки (моторизованная)
- 247-я лёгкая колонна поддержки (моторизованная)
- 12-я рота продовольственного снабжения (моторизованная)
- 18-е санитарное отделение
- 3-е транспортное отделение
- 2-й транспортный отряд
- 32-е багажное отделение
- 7-й отряд карабинеров
- 8-й отряд карабинеров
- 53-е почтовое отделение